# Los Teen Tops
Los Teen Tops fue una banda de rock and roll mexicana formada en 1960. La banda logró importantes éxitos musicales a principios de la década los años 1960 en distintas latitudes de Latinoamérica, España y los Estados Unidos. Su reconocimiento mayor fue en México, donde es considerada una banda de rock clásica y pionera del movimiento musical rock and roll en español.

## Inicio, años 1950-1960
Dentro del ámbito social que se gestaba en el mundo a raíz del surgimiento de artistas como Bill Haley, Chuck Berry, Elvis Presley y figuras como James Dean, México también resultó influenciado por ese movimiento cultural. Claramente la influencia se generó por la cercanía que se tiene entre México y Estados Unidos, donde la juventud manifestaba su rebeldía a los patrones sociales y de moda impuestos por los adultos.
En ese sentido, la necesidad creciente de tener una identidad propia dentro de la sociedad orilló a los jóvenes de aquella época a buscar una imagen con la cual pudieran identificarse (vestimenta diferente, chamarras de cuero, pantalones de mezclilla y, sobre todo, música que fuera acorde a sus inquietudes y que se convirtiera en un elemento común).
Los gustos musicales de aquel entonces variaban desde la música ranchera tradicional a los boleros, pasando por la música tropical; por tanto, la juventud estaba limitada a esos géneros. Al conocerse ese movimiento cultural se suscita el comienzo de esta moda en México.
Inicialmente, la influencia se hizo patente en artistas clásicos como Gloria Ríos, quién interpretó una versión de "Rock around the Clock" original de Bill Halley con el nombre de "El Relojito", pero inmediatamente también comenzaron a surgir por un lado artistas improvisados y por otro lado verdaderas agrupaciones de jóvenes deseosos de incursionar en el "nuevo género musical" y no solo eso, sino también aspirantes a lograr notabilidad y fama a través de la interpretación de "covers" de la música en inglés que les gustaba. y que ya empezaba a llamar la atención a la juventud de la preparatoria y de la Universidad.

## Primera etapa, 1959-1960
La historia comenzó cuando el grupo empieza a tocar en cafeterías en el DF, siendo inicialmente sus integrantes:
- Enrique Guzmán (cantante)
- Armando "Manny" Martínez (batería)
- Sergio Martell (piano)
- Jesús Martínez "El Tutti" (guitarra solista)
- Rogelio Tenorio (bajo, cuyo efímero paso solo se concreta a la foto del primer LP).

Sus primeras incursiones en el mundo musical se dieron a través de fiestas familiares y colegiales, sirviendo incluso de acompañamiento a artistas como Sergio Bustamante. De ahí llegó la oportunidad de presentarse ante una casa grabadora que accediera a darles una oportunidad y ésta se logró en la personalidad de José de Jesús Hinojosa, directir artístico de Columbia México, (hoy Sony Music) quien accedió a grabarles bajo su cuenta y riesgo.
El primer sencillo de 78 rpm que grabaron en el mes de mayo de 1960, contenía las canciones La plaga y El rock de la cárcel, que resultaban ser adaptaciones al español de las canciones Good Golly, Miss Molly, de Little Richard y Jailhouse rock, de Elvis Presley. En ese mismo periodo grabaron su primer long play Teen Tops que incluía los éxitos mencionados, además de otros que se formularon bajo la misma tónica de adaptación al español, por mencionar:
- Confidente de secundaria (High school confidential de Jerry Lee Lewis)
- Buen rock esta noche (Good rockin' tonight de Roy Brown) y Carl Perkins.
- Lucila (Lucille de Little Richard)
- Muchacho triste y solitario (Lonely blue boy de Conway Twitty)
- Quiero ser libre (I want to be free de Elvis Presley)
- Rey criollo (King creole de Elvis Presley)
- Sigue llamando (Keep a knockin' de Little Richard)
- La larguirucha Sally (Long tall Sally de Little Richard)
- Tutti frutti (de Little Richard)
- Me quedé contigo (Stuck on you de Elvis Presley).

El éxito de César Costa como solista, en discos Orfeón quién fuera vocalista de "Los Camisas Negras"  lleva a los ejecutivos de la compañía disquera Columbia a tomar prestado de los Teen Tops a Enrique Guzmán, a fin de no dejarse arrebatar el mercado del disco en lo referente a baladas y así es lanzado su primer sencillo "Mi Corazón Canta" (My Heart Sings) de Paul Anka, en abril de 1961 en calidad de solista y acompañado con la orquesta y coros de Chuck Anderson el cual ya hacía acompañamiento a una estrella de esa compañía disquera: Javier Solís. Pese a esto, no rompería por el momento con los Teen Tops.

## 1961 a 1962
En 1961 graban su segundo LP Vuelven los Teen Tops con nuevos temas como:
- Anoche no dormí (Another Sleepless Night de Neil Sedaka),
- Pensaba en ti (Escrita por Enrique Guzmán a una exnovia de nombre Mercedes),
- Rock del Río Rojo (Red River Rock de Johnny & Hurricanes),
- Rock Nena Linda (Rock Pretty Baby de Jimmy Daley),
- Éxodo (Theme From Exodus de Ferrante & Teicher),
- El blues de la mujer cruel (Mean Woman Blues de Jerry Lee Lewis )
- Maybelline (de Chuck Berry)
- Voy bien o me regreso (It'll be me) de Jerry Lee Lewis
- Presumida (High Class Baby de Cliff Richard),
- Una tormenta es mi amor (Lovin' Up A Storm de Jerry Lee Lewis),
- Ven Johnny, ven (Johnny B. Goode de Chuck Berry)
- Bailando el Twist (Slippin' and Slidin' de Little Richard)

Manteniendo la conformación en sus integrantes por cierto tiempo, en este mismo año lanzan su tercer LP, conocido como Volumen III, que los consolida como uno de los mejores grupos de Rock & Roll en español. Los temas incluidos son: 
- La suegra (Mother in Law de Ernie K-doe) número uno en el año 1961 de listas de Billboard.
- Zapatos de ante azul (Blue Suede Shoes de Carl Perkins)
- Que tal Marilú (Hello Mary Lou de Ricky Nelson)
- A tu puerta toqué (I'm Gonna Knock on Your Door de Eddie Hodges, a su vez versión de The Isley Brothers)
- Quien puso el bomp? (Who put the bomp? de Barry Man)
- Popotitos (Bony Moronie de Larry Williams)
- Que dije (Ray Charles . What'd I Say)
- Deja el sol brillar (Let The Four Winds Blow de Fats Domino)
- Mucho, Mucho amor (Good Good Lovin' de James Brown)
- Una gran fiesta (Let's Have A Party de Elvis Presley)
- No, no, no (de The Chanters)
- Tramposa (That's My Little Suzie de Ritchie Valens)

En 1962 aparece su cuarto disco; LP DCA-248, COLUMBIA. Los temas incluidos son:
- No, no, no
- Comelona
- Adoro a mi novia
- Rascacielos (I Go Ape de Neil Sedaka)
- Tramposa
- Infierno y Cielo
- No soy tonto
- Tigre (Tiger de Fabian)
- Fachosa
- El poeta lloró

En este disco se reflejan los problemas internos del grupo, pues hay temas donde ya no se encontraba la voz de Enrique Guzmán, sino la de Julio Carranza. A pesar de la madurez musical el album no obtiene el mismo éxito de los anteriores e inicia el declive del grupo siendo que se acercaba 1964, y con este año el fin de la era dorada del Rock & Roll. Los Teen Tops no eran los únicos que veían caer su popularidad, a grupos como los Locos del Ritmo, los Rebeldes del Rock, Loud Jets, Silver Rockets entre otros, cada vez les costaba más trabajo poner un éxito en la radio. Iniciaba la era Dorada del Soul (a go-go) y solo aquellos que evolucionaran podrían continuar en las listas de popularidad. 

## Durante la Ola Inglesa, 1963-1967
En el año de 1963, llega su quinto disco de larga duración LP3-0037, COLUMBIA el cual incluye los temas:
- Conseguí lo que quiero
- Fuego
- El triste bufón
- De cualquier manera
- Vueltas y vueltas
- El viejito
- Dale al twist-
- Popotitos
- Tomando Limonada
- Hablando solito
- El Héroe Juan
- Gigante
- Me estás fallando.

Todavía, habría un intento más de recuperar el mercado del disco, arrebatado por agrupaciones de Soul, como Los Apson Boys, Los Rockin Devils y sale su sexto disco, con los temas;
- Soy un bueno
- Fachosa
- La Ronchita
- El poeta lloró
- Infierno y cielo
- Indiana
- Adoro a mi novia
- El rey del mundo
- Rascacielos
- Hippy Shake
- Comelona
- Consuelo, consuela.

En este disco, hay un intento de retornar a sus raíces musicales, tocando nuevamente buen Rock & Roll e incorporando el sonido de órgano en temas como Fachosa, La Ronchita. La Ronchita es precisamente una composición propia de Enrique Guzmán, donde muestra que sabía crear música de rock, sin embargo el tradicionalismo de los empresarios de la Columbia no explotó su faceta de compositor y se limitó a grabarle con los Teen Tops solo dos temas originales; Pensaba en Ti y La Ronchita. 
La salida de Enrique de la agrupación propició que la búsqueda de su sustituto en la agrupación desembocara en incursiones un tanto fallidas; de ahí que la fama inicial que habían logrado vino a menos. Dentro de esa etapa final cabe resaltar la inclusión dentro de la alineación de los cantantes Dyno (Alberto Aveleyra) y del estadounidense Ken Smith, pero el cambio de casa grabadora restringió su publicidad a meras apariciones en películas del cine mexicano bajo una tónica diferente al concepto musical que perseguían. 
Otro factor decisivo en el destino de la agrupación fue el predominio en los medios de difusión de la avasalladora ola inglesa, encabezada por Los Beatles, que habían desplazado a la gran mayoría de artistas de la época del Rock and Roll, Elvis incluido.

## Reediciones de sus éxitos.
Debido al gran éxito del grupo se han realizado diversas reediciones con sus principales grabaciones, muchas de ellas en formato estereofónico; sin embargo muchos coleccionistas suelen preferir los LP originales lanzados en monoural. La compañía CBS Columbia se convirtió a principios de los 90 en Sony Music, formando en 2006 la empresa Sony-BMG (que es propietaria de los catálogos y másteres Columbia y RCA Víctor).
Algunas de las numerosas reediciones de sus grabaciones originales son:
- Los Teen Tops: 10 Éxitos -Estéreo- (CBS Columbia, 1974, en disco LP; Sony Music, en CD, 2002)
- Los Teen Tops: 16 Éxitos (Sony Music, 1991) Lanzado en casete y en CD. Mezcla de grabaciones estereofónicas y monoaurales.
- Los Teen Tops: 16 Éxitos Vol. II (Sony Music, 1991) Lanzado en casete y en CD.Con grabaciones estereofónicas y monoaurales.
- Los Teen Tops: Personalidad. Pioneros del Rock (Sony Music, 1994) Lanzado en CD y casete. Reimpreso en 2002 y en 2009.
- Los Teen Tops: Personalidad Vol. II (Sony Music, 1994)
- Los Teen Tops: Tesoros de Colección, 3 CD (Sony Music, 2005) Esta recopilación contiene varios temas de colección del grupo; incluye grabaciones estereofónicas y monoaurales.
- Los Teen Tops: 60 Años CBS, 2 CD (Sony-BMG, 2007) Incluye grabaciones estereofónicas y monoaurales.

## En la actualidad
Ya sin la presencia de Sergio Martell (fallecido en 1968), Gastón Garcés (fallecido el 23 de abril de 2010) y de Enrique Guzmán (totalmente dedicado a su carrera solista, aunque en muchas ocasiones invitado como vocalista en festivales y conciertos) la agrupación conservó a los hermanos Martínez como líderes de la misma. Siguieron actuando en programas televisivos y de radio, además de continuar con la costumbre de efectuar giras artísticas donde alternan con agrupaciones y cantantes de aquella época.
El grupo sigue al mando de Jesús 'Tuti' Martínez tras la muerte de su hermano Armando 'Many' Martínez el 16 de septiembre de 2015.